# Козловский, Григорий Петрович
Козловский Григорий Петрович (укр. Григо́рій Петро́вич Козло́вський; род. 1 февраля 1971, Городыславичи, Львовская область) — украинский предприниматель и меценат. Депутат Львовского областного совета 8-го созыва (с октября 2020). Бывший директор и совладелец ООО «Винниковская табачная фабрика». Президент ФК «Рух».

## Трудовая деятельность
1994 окончил Торгово-экономический институт Львова (специальность — «бухгалтерский учёт и анализ хозяйственной деятельности»).
1994—2000 — в АТР «Дж. Рейнальдс Тобако Львов», специалист по таможенному оформлению.
2000—2004 — менеджер по коммерческим вопросам, «Винниковская табачная фабрика» .
2006—2010 — директор ООО «Мега Евро Строй».
2009 — основал в Винниках Гостинично-ресторанный комплекс «Святослав».
В феврале 2010 стал директором ООО «Винниковская табачная фабрика», впоследствии покинул этот пост. Бывший совладелец этой фабрики.
С 2012 — вице-президент ватерпольного клуба «Динамо».
С 2013 — генеральный директор ООО «Холдинг „Гранд Отель“».
2018 — владелец ресторана «36По» г. Львов
По декларации 2018 года Козловский — самый богатый депутат Львовского городского совета. За 2017 год он получил 16,78 млн грн доходов и на конец года имел денежных активов на 17,6 млн грн (все — в наличных). Владеет автомобилями Lexus RX350 2006 г. в., BMW X6 2012 г. в., микроавтобусом Mercedes-Benz Vito 2007 г. в., бусом Volkswagen Transporter 2005 г. в. и паркетником Mercedes-Benz GL550 2008 г. в. Имеет в собственности 10 земельных участков разной площади — в Винниках, Сходнице, Львове и Подберизцах Пустомытовского района, а также 8 квартир.
Во время Русско-украинской войны занимался активной волонтёрской деятельностью. На базе футбольного клуба «Рух» функционировал штаб для переселенцев, а также Козловский в первые дни открытого вторжения России организовывал блок-пост для защиты от агрессоров. В мае 2022 года был награждён знаком «Знак почёта» Министерства обороны Украины.

## Политическая деятельность
В 2003 году на довыборах во Львовский городской совет от Винников, состоявшихся из-за неожиданной смерти депутата Андрея Можаровского, Григорий Козловский был избран депутатом в качестве члена Партии регионов.
С 2015 года депутат Львовского городского совета 7-го созыва от политической партии «Блок Петра Порошенко „Солидарность“».
Экс-депутат Львовского областного совета 8-го созыва (с октября 2020 по 2022).

## Спортивная деятельность
Григорий Козловский — почётный президент ФК «Рух» Львов.
В 2009 году взял под свою опеку взрослую и юношескую команду футбольного клуба «Рух» в городе Винники. ФК «Рух» стал четырёхкратным чемпионом Премьер-лиги Львовской области среди любителей (2012, 2013, 2014, 2015). «Рух» также трижды стал обладателем Кубка Львовщины (2012, 2014, 2015), обладателем Суперкубка области (2013), победителем мемориала успешнейшего тренера в истории львовских «Карпат» Эрнеста Юста (2012, 2013). 17 октября 2014 впервые в своей истории стал чемпионом Украины по футболу среди любительских команд. С сезона 2020/21 играет в высшем дивизионе украинского футбола — Премьер-лиге Украины.
В 2010—2014 годах Козловский выступал за «Рух» как футболист в Премьер-лиге Львовской области. В 2013 году провел 1 матч в любительском чемпионате Украины.
Учредил академию футбола ФК «Рух», строительство спортивного комплекса которой было начато в 2018 году на окраине Львова вокруг Винниковского озера.

## Меценатство
В 2010 году основал ансамбль народно-сценического танца «Святослав», является его почётным президентом.
В октябре 2010-го в Винниках открыт памятник Ивану Огиенко (на месте дома семьи Маркевичей, в котором жил И. Огиенко; скульптор Пётр Бузина, меценаты Григорий Козловский и Сергей Уваров.
В сентябре 2015 года издательство «Априори» увидела свет книга-подарок, посвящённая празднованию 660-летия от первого письменного упоминания о городе Винники. В фотоальбоме представлена история и культура, общественная и общественная жизнь Винников. Автор идеи создания этой книги-фотоальбома и меценат издания — Григорий Козловский.

## Семья
Женат на львовской певице Юлии Думанской, воспитывает дочь. 9 мая 2020 родился сын Ярема. Также у него трое детей от первой жены. В частности, сын Святослав, профессиональный футболист, выступавший во львовском ФК «Рух».